# Hyland
Hyland is een Amerikaanse christelijke rockband, afkomstig uit Minneapolis, Minnesota. De band bracht twee ep's onafhankelijk uit, voordat ze op 25 oktober 2010 tekende bij Tooth & Nail Records. Hun debuutalbum werd uitgebracht op 3 mei 2011.

## Bezetting
Huidige bezetting
- Jon Lewis (leadzang, ritmegitaar)
- Steve Weigel (drums)
- Mitch Hansen (leadgitaar)
- Ben Early (keyboards, achtergrondzang, soms gitaar)

Voormalige leden
- Matt Lennander (leadgitaar)
- Tim Neff (ritmegitaar)
- Lee Carter (basgitaar)
- Josiah Erickson (basgitaar)

## Geschiedenis
Hyland werd in 2006 opgericht in Minneapolis, Minnesota als een lokale christelijke poprockband. Hyland kreeg lokale aandacht toen ze door de staat Minnesota en uiteindelijk de Verenigde Staten reisden en optraden in lokale clubs en verschillende circuits, waaronder optredens op de Amerikaanse festivals Lifest, Sonshine, etc. en een muziektoernooi wonnen bij Club 3 Degrees, die door de aanbestedende dienst wordt omschreven als nationaal erkend. Gedurende die tijd brachten Hyland hun eerste twee ep's onafhankelijk uit. Polyphonic Telegraph No. 1 is uitgebracht op 22 juli 2008 en Quotients is uitgebracht op 13 mei 2009.
Op 25 oktober 2010 heeft Tooth & Nail Records Hyland toegevoegd aan hun artiestenlijst. Volgens leadzanger Jon Lewis was de band nummers aan het voorbereiden voor hun derde onafhankelijke publicatie, toen muzikant/producer Aaron Sprinkle contact opnam met de band en een persoonlijke pitch vroeg aan Tooth & Nail. Het verzoek kwam na de ontdekking van de band door Sprinkle, nadat een van zijn stagiaires per ongeluk een van de songs van Hyland op Sprinkles computer had achtergelaten zonder het programma te sluiten. Volgens de band werd het platenlabel 'weggeblazen' door Hylands live optreden en sterke originele liedjes. Na de ondertekening stemde Aaron Sprinkle ermee in om het debuutalbum Weights & Measures te produceren, dat op 3 mei 2011 werd uitgebracht. Het album werd gemixt door JR McNeely.
Hyland trad op tijdens de Overcome Tour als headliner bij Fireflight en met After Edmund en Royal Tailor. Hyland heeft ook opgetreden op de Mother, May I? Tour, met Abandon Kansas en Wavorly.
Afgezien van toeren, is Hyland het onderwerp geweest van een interview bij The Harvest Show, een show op World Harvest Television, een landelijk omroepkanaal. Hyland draait ook regelmatig op RadioU en het Northwestern Media-netwerk. De tweede radiosingle This Love Is Free van Hyland van hun debuutalbum Weights & Measures, bereikte een piek op #29 in de door Billboard gepubliceerde Christian Songs-hitlijst.

## Discografie

### Studioalbums
- 2011:	Weights & Measures (Tooth & Nail Records)
- 2012:	Finding Our Way (Tooth & Nail Records)

### Studio-ep's
- 2008:	Polyphonic Telegraph No. 1 (Independent)
- 2009:	Quotients (vier-track voorbeeld van Weights & Measures)	(Independent)